# 平行盾板蛛
平行盾板蛛（学名：Pelecopsis parallela）为皿蛛科盾板蛛属的动物。分布于欧洲以及中国大陆的新疆等地，常栖息于苹果园。该物种的模式产地在欧洲。